# Der Märchenerzähler am Brunnen

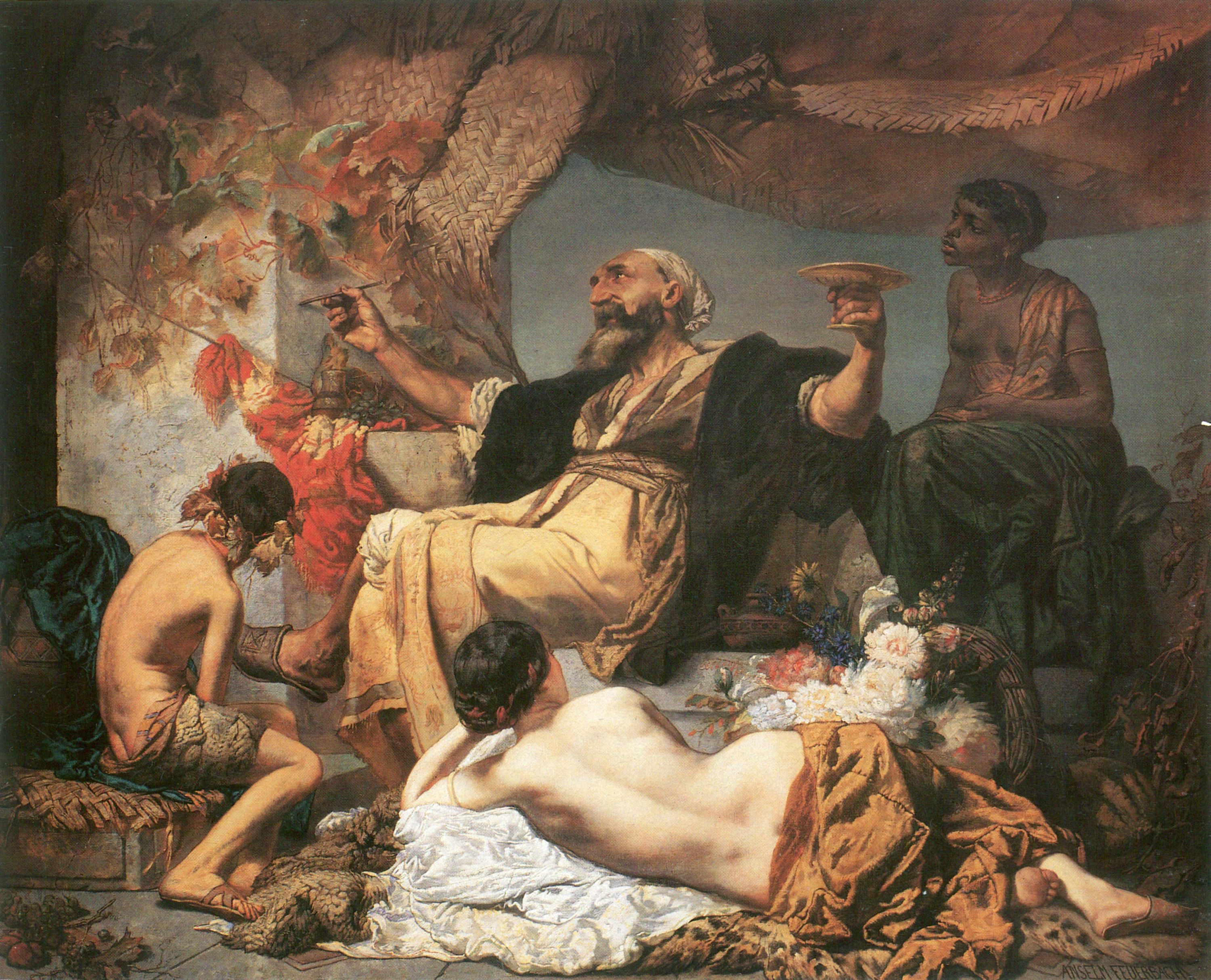
Hafis vor der Schenke, 1852

Der Märchenerzähler am Brunnen, auch Hafiz (oder Hafes) genannt, ist ein Gemälde von Anselm Feuerbach. Es entstand im Jahre 1866 und befindet sich heute in der Pfalzgalerie Kaiserslautern. Eine ältere und größere Version dieses Gemäldes findet sich heute in der Schack-Galerie, München. Das Gemälde wurde 1868 von dem Sammler Joseph Benzino erworben und später der Pfalzgalerie vererbt.

## Bildinhalt
Anselm Feuerbach beschäftigte sich seit seiner Jugend mit dem persischen Dichter Hafis. In Deutschland wurde Hafis vor allem durch den West-östlichen Diwan (West-östlicher Divan, 1819) von Goethe sowie die Nachdichtungen Rückerts und die Übersetzung durch Joseph von Hammer bekannt. Der Diwan in gedruckter Ausgabe enthält 488 oder 489 als Original geltende Ghaselen, daneben auch einige Gedichte in anderen Formen. Bereits in einem älteren Gemälde hatte Anselm Feuerbach diesen persischen Dichter dargestellt. Hafis vor der Schenke befindet sich heute in der Kunsthalle Mannheim. Es zeigt einen älteren Mann, der mit lebhafter Geste seinem aufmerksam lauschenden Publikum Geschichten erzählt.
In Der Märchenerzähler am Brunnen ist der Dichter Hafis deutlich zurückhaltender dargestellt. Der hier als junger Mann dargestellte Dichter trägt einen Kaftan. Dies ist neben der im Hintergrund befindlichen nubischen Dienerin der einzige Hinweis auf den orientalischen Handlungsort. Die anderen Frauen sind in Kleider gewandet, die auch Griechinnen tragen könnten. Sie lauschen aufmerksam dem in entspannter Haltung im Vordergrund sitzenden Dichter.
Die ältere Fassung entstand im Auftrag des Münchner Kunstsammlers Adolf Friedrich von Schack. In der jüngeren Fassung ist der Dichter etwas jünger dargestellt und der Bildaufbau ist leicht verändert.

## Belege

### Einzelbelege
1. ↑   The Metropolitan Museum of Art, S. 94.